# Panienka (przełęcz)
Panienka (513 m) – przełęcz w Beskidzie Małym, w Paśmie Bliźniaków ciągnącym się od doliny Wieprzówki w Andrychowie po dolinę Skawy na wschodzie. Znajduje się pomiędzy Przykraźnią (553 m) i Ostrym Wierchem (562 m)

## Opis przełęczy
Nazwa Panienka pochodzi od ludowego określenia Matki Bożej. Jest tutaj niewielka polanka, a na dębie znajdują się szafkowe kapliczki z Matką Boską. Na polance jest także rozstaj dróg leśnych, skrzyżowanie szlaków turystycznych i murowana z kamienia łupanego kapliczka z płaskorzeźbami św. Franciszka oraz św. Huberta. Ufundowana została w 2000 r. przez myśliwych i leśników. Jest także miejsce biwakowe dla turystów; stoły i ławki.
Przez Panienkę przebiega granica między miejscowościami Inwałd i Zagórnik w województwie małopolskim, w powiecie wadowickim, w gminie Andrychów.

## Lokalizacja i nazwa przełęczy
Najdokładniej lokalizację i wysokość przełęczy Panienka (512,6 m) pokazuje topograficzna mapa Geoportalu. Na lotniczej mapie Geoportalu jest szczyt Panienka znajdujący się po wschodniej stronie Przykraźni, w rzeczywistości nie ma tu odrębnego szczytu, a miejsce wskazane przez mapę to tylko stok Przykraźni. Natomiast w miejscu przełęczy Panienka mapa ta lokalizuje przełęcz Slady – nazwa nieznana w innych źródłach. Na mapie Compassu w miejscu przełęczy Panienka jest napis skrzyżowanie Panienka, w przewodniku „Beskid Mały” Panienka to również wypłaszczenie i skrzyżowanie szlaków, bez określenia „przełęcz”.
Zupełnie inne ujęcie prezentuje Aleksy Siemionow w „Ziemi Wadowickiej”. Brak u niego nazwy Panienka, natomiast jest przełęcz U Panienki (475 m), znajdująca się między Kobylą Głową a Narożnikiem. Dodaje, że jest to stara nazwa ludowa, pochodząca od kapliczki na drzewie z obrazem Matki Bożej. Przełęcz wskazana przez Siemionowa to w nowszych źródłach Przełęcz Kaczyńska.

## Szlaki turystyczne
Andrychów – Pańska Góra – Przełęcz Pańska – Czuby (Kobylica) – Przełęcz Biadaszowska – Wapiennica – Przykraźń – Panienka – Susfatowa Góra – Przełęcz Kaczyńska – Narożnik – przełęcz Sosina – Czuba – Gancarz – Czoło – Przełęcz pod Gancarzem – Groń Jana Pawła II
 Inwałd – Wapiennica – Panienka – Kłokocznik – Bliźniaki – Przełęcz Czesława Panczakiewicza – Łysa Góra – Iłowiec – Gorzeń